# Petrosia cretacea
Petrosia cretacea är en svampdjursart som först beskrevs av Schmidt 1870.  Petrosia cretacea ingår i släktet Petrosia och familjen Petrosiidae.
Artens utbredningsområde är Florida. Inga underarter finns listade i Catalogue of Life.